# Onthophagus bornemisszanus
Onthophagus bornemisszanus är en skalbaggsart som beskrevs av Matthews 1972. Onthophagus bornemisszanus ingår i släktet Onthophagus och familjen bladhorningar. Inga underarter finns listade i Catalogue of Life.